# Smythea macrocarpa
Smythea macrocarpa är en brakvedsväxtart som beskrevs av William Botting Hemsley. Smythea macrocarpa ingår i släktet Smythea och familjen brakvedsväxter. Inga underarter finns listade i Catalogue of Life.